# 201
Năm 201 là một năm trong lịch Julius. 